# Villads Nielsen
Villads Schmidt Nielsen (født 29. januar 2005) er en dansk fodboldspiller, der spiller som midterforsvarer for den norske Eliteserie-klub Bodø/Glimt.